# コスペイト

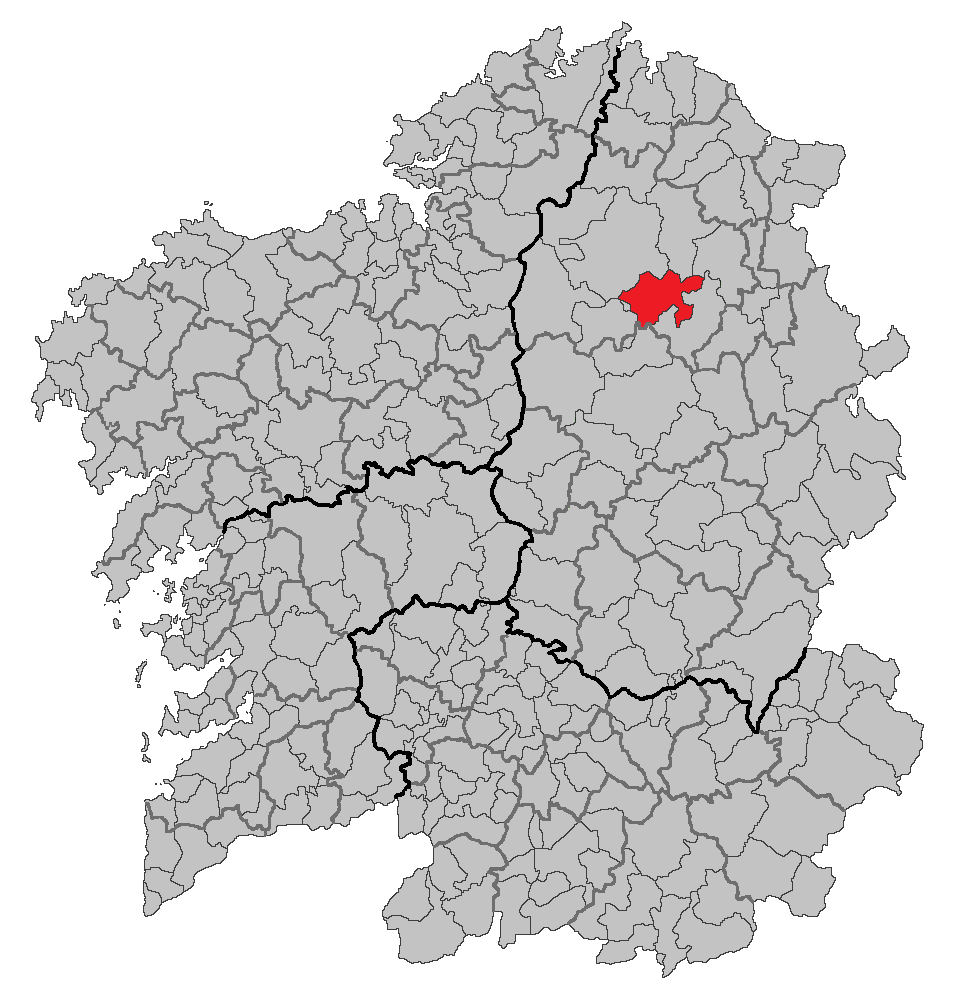

コスペイト（Cospeito）は、スペイン、ガリシア州、ルーゴ県の自治体で、コマルカ・ダ・テーラ・チャに属する。自治体住民名簿によれば、2009年の人口は5,231人（2007年：5,349人、2006年:5,409人、2005年:5,500人、2004年:5,548人、2003年:5,609人）。住民呼称は、規範では認められていないが、男女同形のcospeitenseが使われる。自治体中心地区はア・フェイラ・ド・モンテ。
ガリシア語話者の自治体住民に占める割合は99.71％（2001年）。

## 人口
| コスペイトの人口推移 1900－2010                         |
|                                                         |
| 出典:INE（スペイン国立統計局）1900年 - 1991年、1996年 - |

## 史蹟
ピノ教区にあるカルダローバの塔は中世の城塞、またカルダローバ城館は17世紀の館。また、第二次世界大戦中にドイツ軍によって建てられた、アルネイロの塔と呼ばれる、高さ112mの3つのアンテナがあり、これはビスケー湾の潜水艦や飛行機追尾のためのアンテナであった。

## 政治
2007年の地方選挙の結果、自治体首長はガリシア国民党（PPdeG）のアルマンド・カストーサ・アルバリーニョ（Armando Castosa Alvariño）、自治体評議員はガリシア国民党：9、ガリシア社会党（PSdeG-PSOE）：3、ガリシア民族主義ブロック（BNG）：1となっている。

## 教区
コスペイトは20の教区に分けられている。
- アルシジャ（サン・パイオ）
- ベスタール（サンタ・マリーア）
- ベシャン・オウ・ルビーニョス（サン・パイオ）
- コスペイト（サンタ・マリーア）
- ゴア（サン・シュルショ）
- ラマス（サン・マルティーニョ）
- モマン（サン・ペドロ）
- ムイメンタ（サンタ・マリーニャ）
- ピノ（サン・マルティーニョ）
- リオアベーソ（サンタージャ）
- ロアス（サン・ミゲル）
- サンタ・クリスティーナ（サン・シアーオ）
- セイシャス（サン・ペドロ）
- シソイ（サンタージャ）
- シスタージョ（サン・ショアン）
- タモガ（サン・シアーオ）
- ビラペーネ（サンタ・マリーア）
- ビラール（サンタ・マリーア）
- シェルマール（サンタ・マリーア）
- シュスタス（サンティアーゴ）

## 出身著名人
- ルイス・トサール（1971年 - ）- 俳優。現在スペインで最もギャラの高い俳優の一人。